# Seznam tisícovek ve Finsku

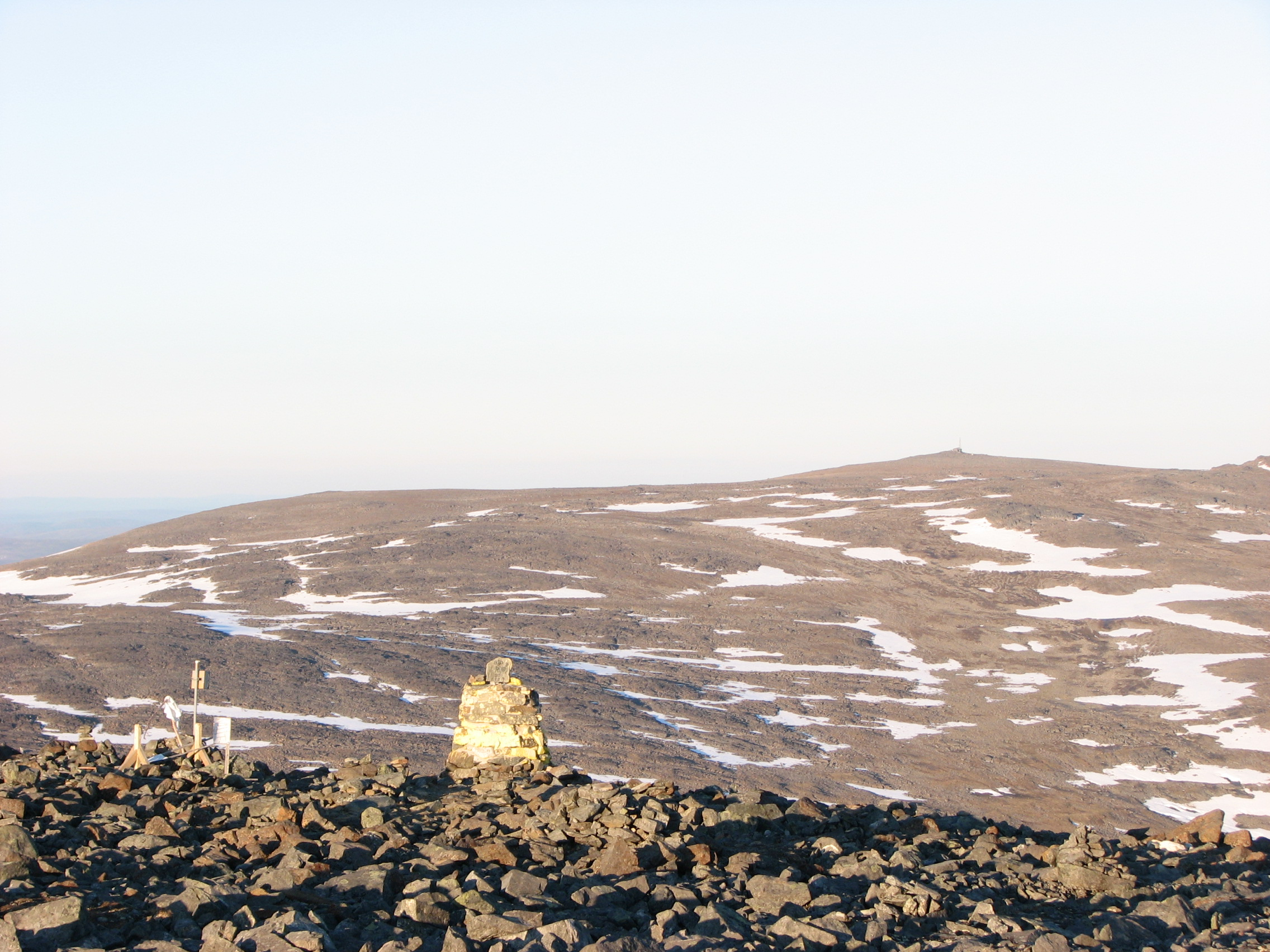
1. Halti a za ním 2. Ritničohkka

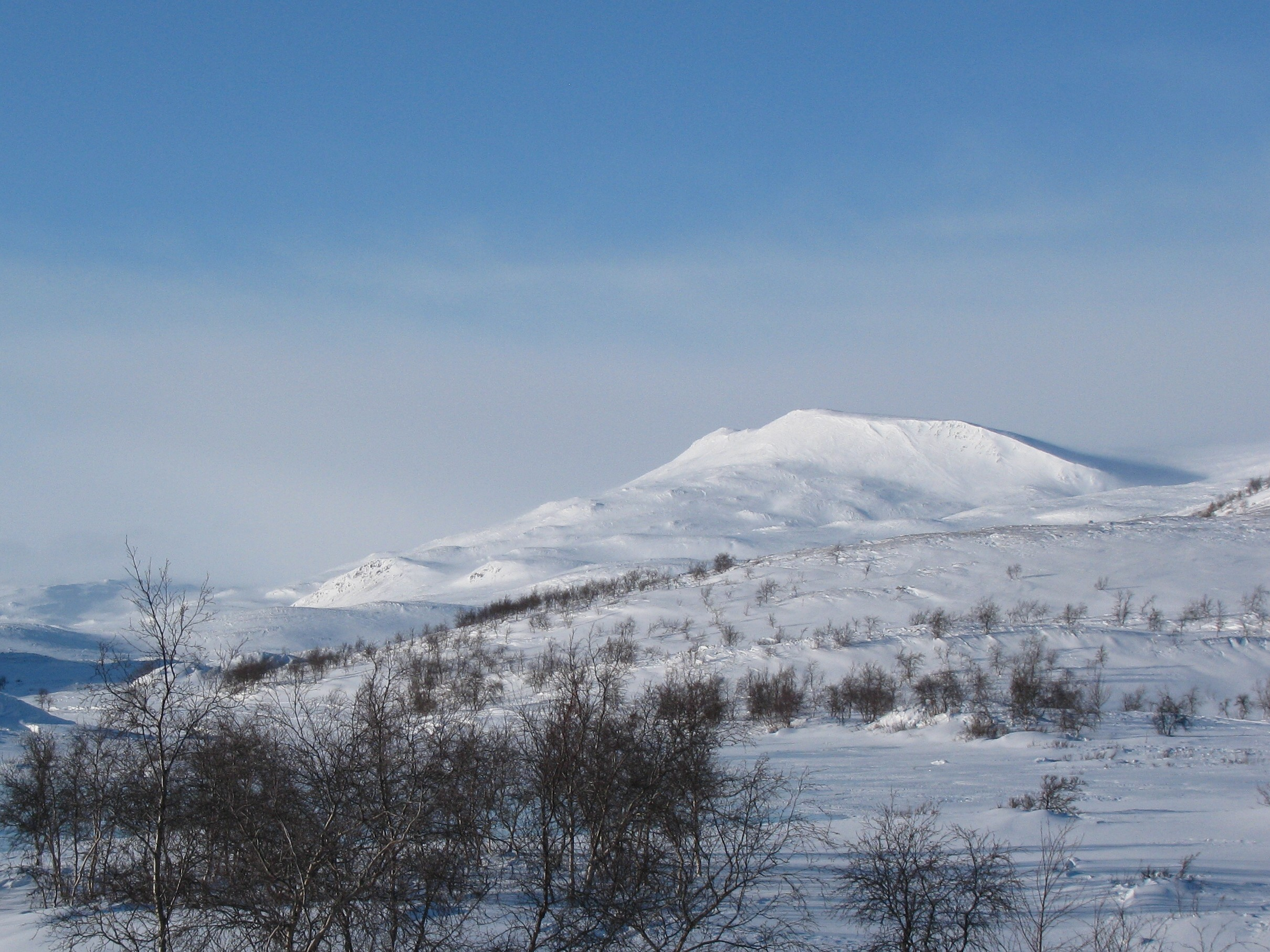
4. Kovddoskaisi

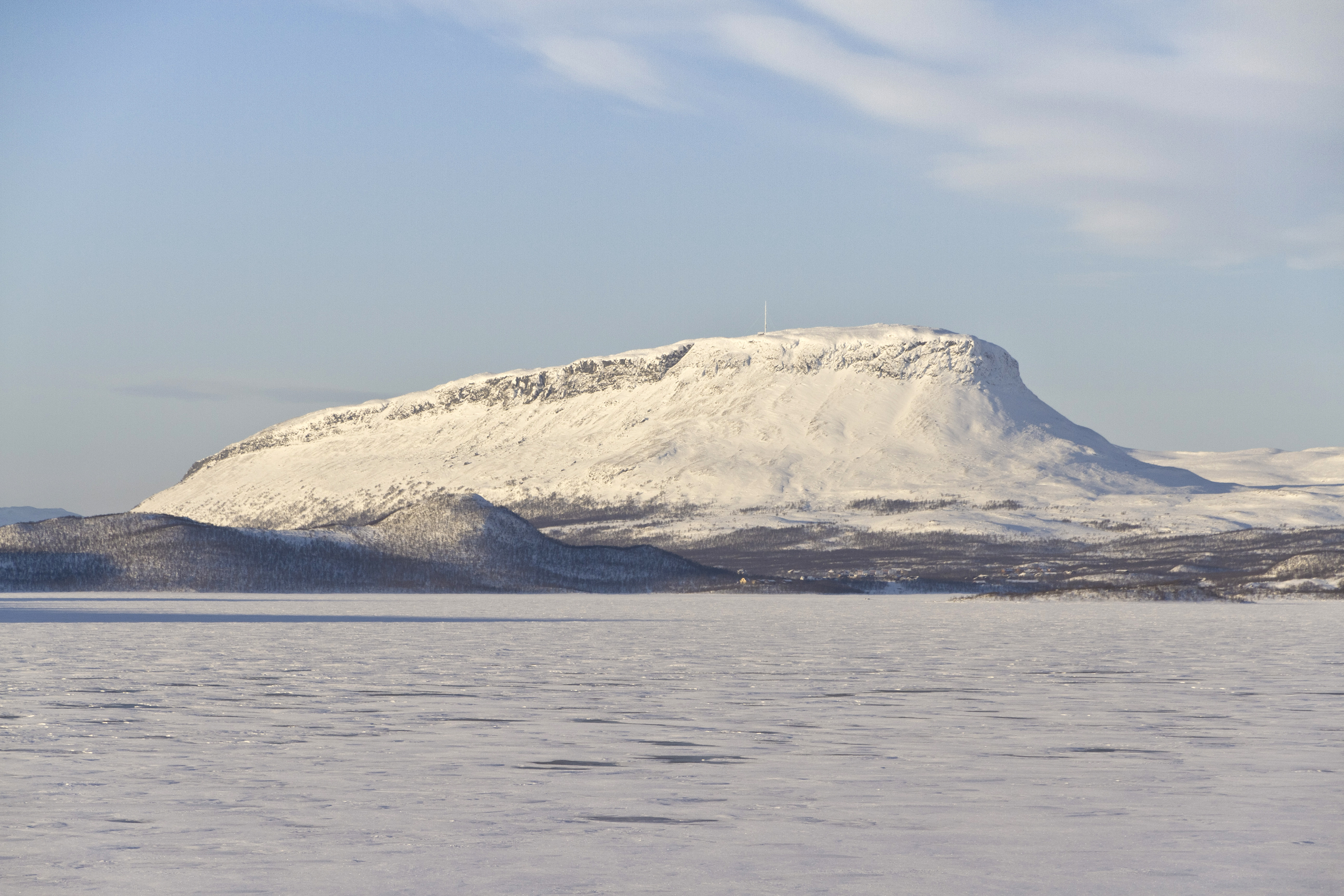
12. Saana

Seznam tisícovek ve Finsku obsahuje 15 finských tisícovek a jejich vedlejších vrcholů ze seznamu nejvyšších finských hor na finské Wikipedii. Všechny hory se nacházejí v severozápadním výběžku Finska, u hranic s Norskem a Švédskem, v katastru obce Enontekiö v Laponsku.
Kritéria pro zařazení do tohoto seznamu jsou:
- Nadmořská výška vrcholu alespoň 1000 m n. m.
- Prominence, tj. převýšení od nejvyššího sedla spojující daný vrchol s jiným vyšším vrcholem, alespoň 100 metrů.
Vedlejší vrcholy, v seznamu nečíslované, mají prominenci alespoň 25 metrů.

| #   | Hora           | Výška  | Promi nence | Mateřský vrchol | Souřadnice                       |
| --- | -------------- | ------ | ----------- | --------------- | -------------------------------- |
| 1.  | Halti          | 1324 m | 501 m       | Adjit           | 69°18′29″ s. š., 21°15′56″ v. d. |
| 2.  | Ritničohkka    | 1317 m | 187 m       | Halti           | 69°17′12″ s. š., 21°20′36″ v. d. |
| 3.  | Kiedditsohkka  | 1285 m | 165 m       | Halti           | 69°17′31″ s. š., 21°12′44″ v. d. |
| 4.  | Kovddoskaisi   | 1240 m | 440 m       | Halti           | 69°13′15″ s. š., 21°11′20″ v. d. |
| –   | Ruvdnaoiaivi   | 1235 m | 035 m       | Ritničohkka     | 69°18′08″ s. š., 21°21′49″ v. d. |
| 5.  | Loassonibba    | 1190 m | 375 m       | Kovddoskaisi    | 69°11′07″ s. š., 21°04′43″ v. d. |
| 6.  | Urtasvaara     | 1158 m | 108 m       | Kovddoskaisi    | 69°13′50″ s. š., 21°02′38″ v. d. |
| 7.  | Kieddoaivi     | 1155 m | 135 m       | Loassonibba     | 69°09′16″ s. š., 21°02′43″ v. d. |
| 8.  | Kahperusvaara  | 1144 m | 149 m       | Loassonibba     | 69°08′22″ s. š., 21°08′34″ v. d. |
| –   | Greddoaivi     | 1135 m | 040 m       | Kieddoaivi      | 69°08′24″ s. š., 21°02′54″ v. d. |
| –   | Giedderassa    | 1125 m | 025 m       | Kieddoaivi      | 69°09′48″ s. š., 21°03′27″ v. d. |
| 9.  | Marfevarri     | 1102 m | 102 m       | Kovddoskaisi    | 69°15′39″ s. š., 21°05′45″ v. d. |
| –   | Pihtsosjunni   | 1083 m | 043 m       | Kovddoskaisi    | 69°13′16″ s. š., 21°14′37″ v. d. |
| 10. | Tuolljehuhput  | 1081 m | 151 m       | Loassonibba     | 69°06′14″ s. š., 21°06′31″ v. d. |
| –   | Kodderassak    | 1073 m | 038 m       | Kieddoaivi      | 69°10′10″ s. š., 21°04′43″ v. d. |
| –   | Kuonjarvarri   | 1065 m | 085 m       | Tuolljehuhput   | 69°05′40″ s. š., 21°11′07″ v. d. |
| –   | Altovaara      | 1055 m | 065 m       | Kieddoaivi      | 69°07′39″ s. š., 21°05′02″ v. d. |
| –   | Goddevarri     | 1048 m | 048 m       | Loassonibba     | 69°10′52″ s. š., 21°07′19″ v. d. |
| –   | Aldovaggemuvra | 1047 m | 054 m       | Kieddoaivi      | 69°07′21″ s. š., 21°03′27″ v. d. |
| 11. | Tierbmesvarri  | 1029 m | 375 m       | Halti           | 69°00′36″ s. š., 21°14′44″ v. d. |
| 12. | Saana          | 1029 m | 344 m       | Halti           | 69°02′37″ s. š., 20°51′22″ v. d. |
| 13. | Toskalharji    | 1028 m | 125 m       | Halti           | 69°12′23″ s. š., 21°30′22″ v. d. |
| 14. | Jollanoaivi    | 1026 m | 166 m       | Kovddoskaisi    | 69°02′41″ s. š., 21°18′39″ v. d. |
| –   | Láfolvárri     | 1025 m | 085 m       | Halti           | 69°13′19″ s. š., 21°24′06″ v. d. |
| –   | Jeärdneoaivi   | 1018 m | 043 m       | Halti           | 69°15′34″ s. š., 21°25′14″ v. d. |
| 15. | Meekonvaara    | 1017 m | 240 m       | Halti           | 69°10′12″ s. š., 21°17′12″ v. d. |